# ショートバス
『ショートバス』（Shortbus）は、2006年制作のアメリカ合衆国の映画。ジョン・キャメロン・ミッチェル脚本、監督。大都会の片隅で愛と性を求め合う男女たちの姿を、リアルで過激な映像の中に描く。
第22回インディペンデント・スピリット賞プロデューサー賞受賞。第59回カンヌ国際映画祭特別招待作品。第31回トロント国際映画祭出品作品。

## ストーリー
ニューヨーク。セックス・セラピストのソフィアは、ゲイのカップル・ジェイムズとジェイミーに相談を受けた。しかしジェイムズとの個人カウンセリング中、彼女は激昂して彼をぶってしまう。あわてて取り繕うソフィア。そして彼女は告白する。「わたし、まだオーガズムを感じたことがないの……」。
そんなソフィアに、ジェイムズとジェイミーはブルックリンにあるサロン「ショートバス」に行ってみるよう勧める。

## キャスト

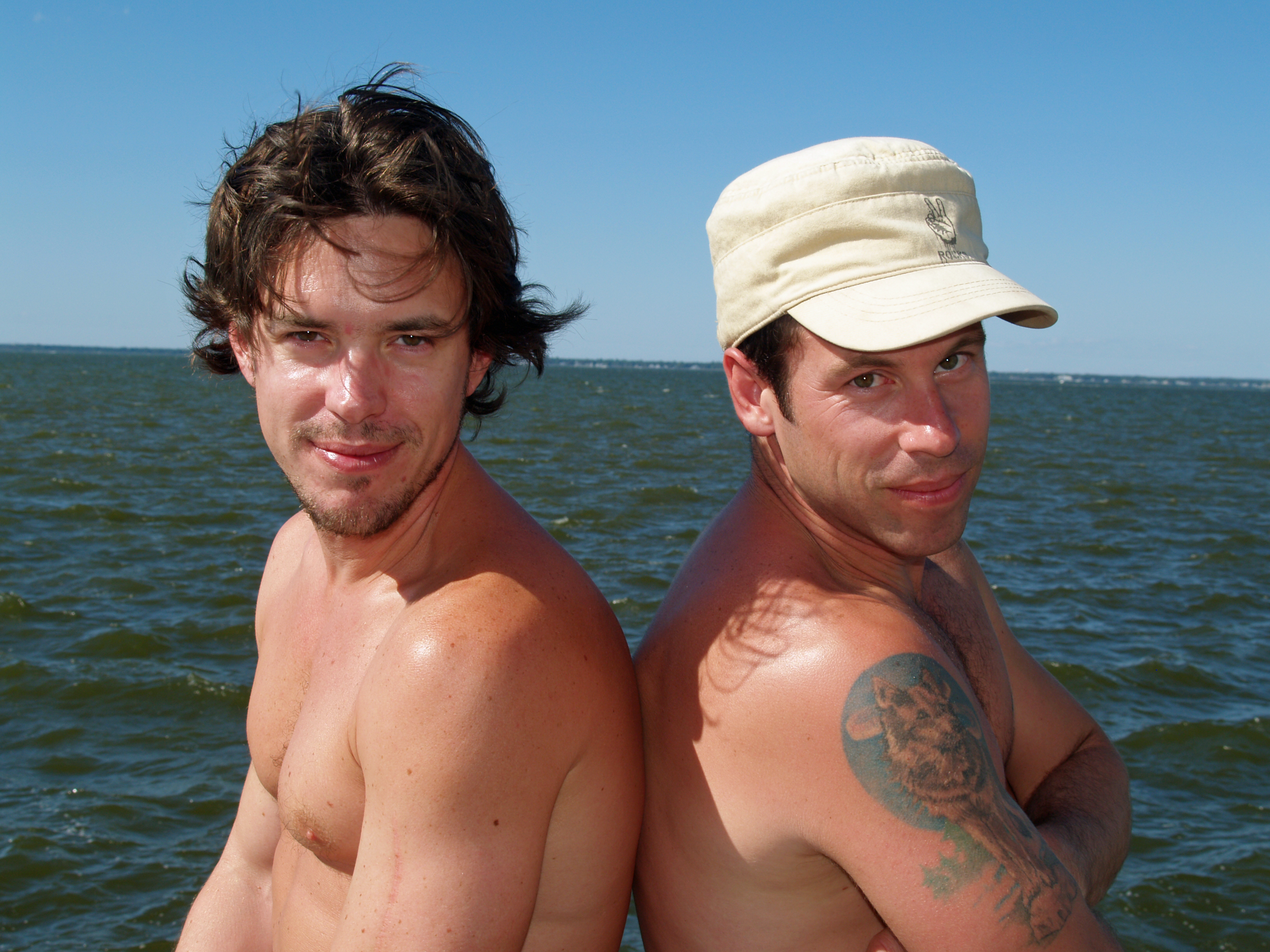
ポール・ドーソンとPJ・デボーイは実生活でもパートナーである。

ソフィア （スックイン・リー）
中国系カナダ人のカウンセラー。オーガズムに達した経験がないことに悩む。
ジェイムズ （ポール・ドーソン）
恋人との新たな関係を摸索している。
セヴェリン （リンゼイ・ビーミッシュ）
グラウンド・ゼロを見下ろすマンションの部屋でSMクラブを営むが、いつも淋しさを抱えている。
ジェイミー （PJ・デボーイ）
ジェイムズの恋人。
ロブ （ラファエル・バーカー）
ソフィアの夫。無職。
セス （ジェイ・ブラナン）
ジェイムズとジェイミーのカップルに憧れる青年。
カレブ （ピーター・スティクルス）
ジェイムズの部屋の向かいのマンションに住むストーカー。いつも窓からジェイムズを盗撮している。
ジェシー （アダム・ハードマン）
セヴェリンのSMクラブの客。
トバイアス （アラン・マンデル）
ショートバスに通う老人。元ニューヨーク市長。
ジャスティン・ボンド （ジャスティン・ボンド）
ショートバスを運営する、ドラァグ・クイーンの歌手。
リトル・プリンス （ダニエラ・シー）
レズビアン・グループの一人。
シェリル （ミリアム・ショア）
BITCH （BITCH）

## スタッフ
- 美術：ジョディ・アスネス
- 衣装：カート・アンド・バート
- 装飾：サラ・マクミラン
- 視覚効果：ジョン・ベア（ジオラマ制作）

## 備考
- 主演のスックイン・リーは、自身がラジオパーソナリティを務める放送局（CBC）から、映画の出演を理由に解雇を宣告されたが、フランシス・コッポラやオノ・ヨーコを始め、ジュリアン・ムーア、マイケル・スタイプ、ダグラス・クープランド、デイヴィッド・クローネンバーグ、アトム・エゴヤン、モービー、トッド・ヘインズ、ガス・ヴァン・サントといった著名人たちが抗議文書をCBCへ送りつけるなどし、その結果解雇は取り消されることとなった。
- カレブ役のピーター・スティクルスは、映画への出演ののちにゲイであることを公表した。